# José Arista
José Berley Arista Arbildo (Huambo, Rodríguez de Mendoza, 18 de agosto de 1959) es un economista y político peruano. Fue ministro de Economía y Finanzas del Perú durante el gobierno de Dina Boluarte, cargo que también ejerció durante la breve presidencia de Manuel Merino. Adicionalmente, fue ministro de Agricultura y Riego del Perú en 2018 durante el gobierno de Pedro Pablo Kuczynski.

## Biografía
Nació el 18 de agosto de 1959; hijo de Issac Arista Aguilar y María Mercedez Arbildo López en Huambo, (Amazonas), cursó su educación primaria en su pueblo natal, y la secundaria en Lima.
En 1977 ingresó a la Pontificia Universidad Católica del Perú, graduándose de bachiller en Economía en 1982. Realizó sus estudios de posgrado en la Universidad de California en Los Ángeles (UCLA), donde obtuvo un título de magíster en Economía. Realizó cursos de especialización en la Universidad Católica de Chile (Evaluación de Proyectos).
Trabajó en el Banco Central de Reserva del Perú en el área de análisis económico hasta 1990.

## Vida política
En 1990 ocupó el cargo de Director Nacional de Presupuesto Público del Ministerio de Economía y Finanzas. En 1992 formó parte del grupo de profesionales que crearon la SUNAT. En 1997 fue convocado por el alcalde de Lima Alberto Andrade, para liderar la creación del Servicio de Administración Tributaría (SAT).
Bajo el gobierno de Alejandro Toledo fue asesor del Fondo de Apoyo Gerencial del Ministerio de Economía y Finanzas del Perú (2002-2006), así como director general del Presupuesto Público (2005-2006). 
Durante el segundo gobierno de Alan García fue viceministro de Hacienda del Ministerio de Economía y Finanzas, durante la gestión de Luis Carranza (1 de agosto de 2006-27 de enero de 2010).
Simultáneamente, fue director del Banco de la Nación del Perú; gobernador alterno del Banco Interamericano de Desarrollo (BID); y director de la Corporación Andina de Fomento (CAF) (2006-2010).
En el 2010 ganó las elecciones para la presidencia regional de Amazonas, encabezando la Alianza Regional Juntos por Amazonas.  Gobernó durante el periodo 2011-2014.
Durante el gobierno de Ollanta Humala, fue nombrado por el Ministerio de Educación del Perú como director ejecutivo del Proyecto Especial para la preparación y desarrollo de los Juegos Panamericanos de 2019 (2015-2016).
Luego fue miembro del directorio del Banco de la Nación del Perú (2017) y asesor del despacho ministerial del Ministerio de Economía y Finanzas (2017), hasta su designación como titular del portafolio de Agricultura y Riego.

### Ministro de Agricultura y Riego
El 9 de enero de 2018, juró como Ministro de Agricultura y Riego del gobierno de Pedro Pablo Kuczynski, formando parte del denominado “Gabinete de la Reconciliación” presidido por Mercedes Aráoz.

### Ministro de Economía
Luego de que el Congreso declarara la vacancia del presidente Martín Vizcarra, Manuel Merino -quien ocupó el cargo de Presidente del Perú- nombró a Arista como Ministro de Economía y Finanzas quien juramentó a ese cargo el 11 de noviembre del 2020. En la noche del 14 de noviembre, luego de la muerte de Brian Pintado e Inti Sotelo, Arista presentó su renuncia al cargo de ministro de Economía, la misma que fue aceptada el 15 de noviembre antes de la renuncia de Merino de Lama al cargo de presidente.
Fue nuevamente nombrado ministro de Economía y Finanzas el 13 de febrero de 2024 por el gobierno de la presidenta Dina Boluarte, en reemplazo del ministro Alex Contreras Miranda.